# Kantongerecht Wageningen

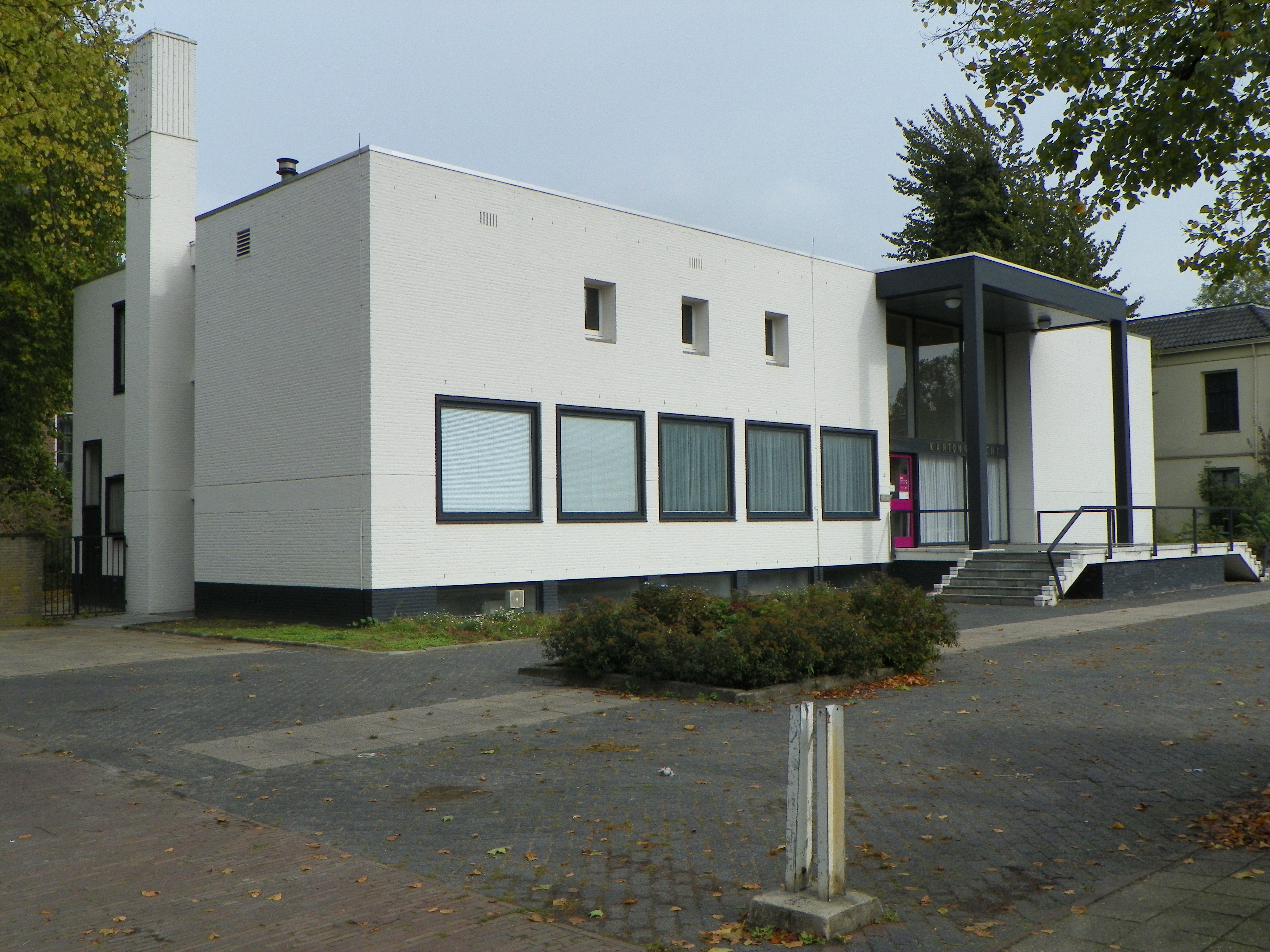
Het kantongerecht aan het Bowlespark

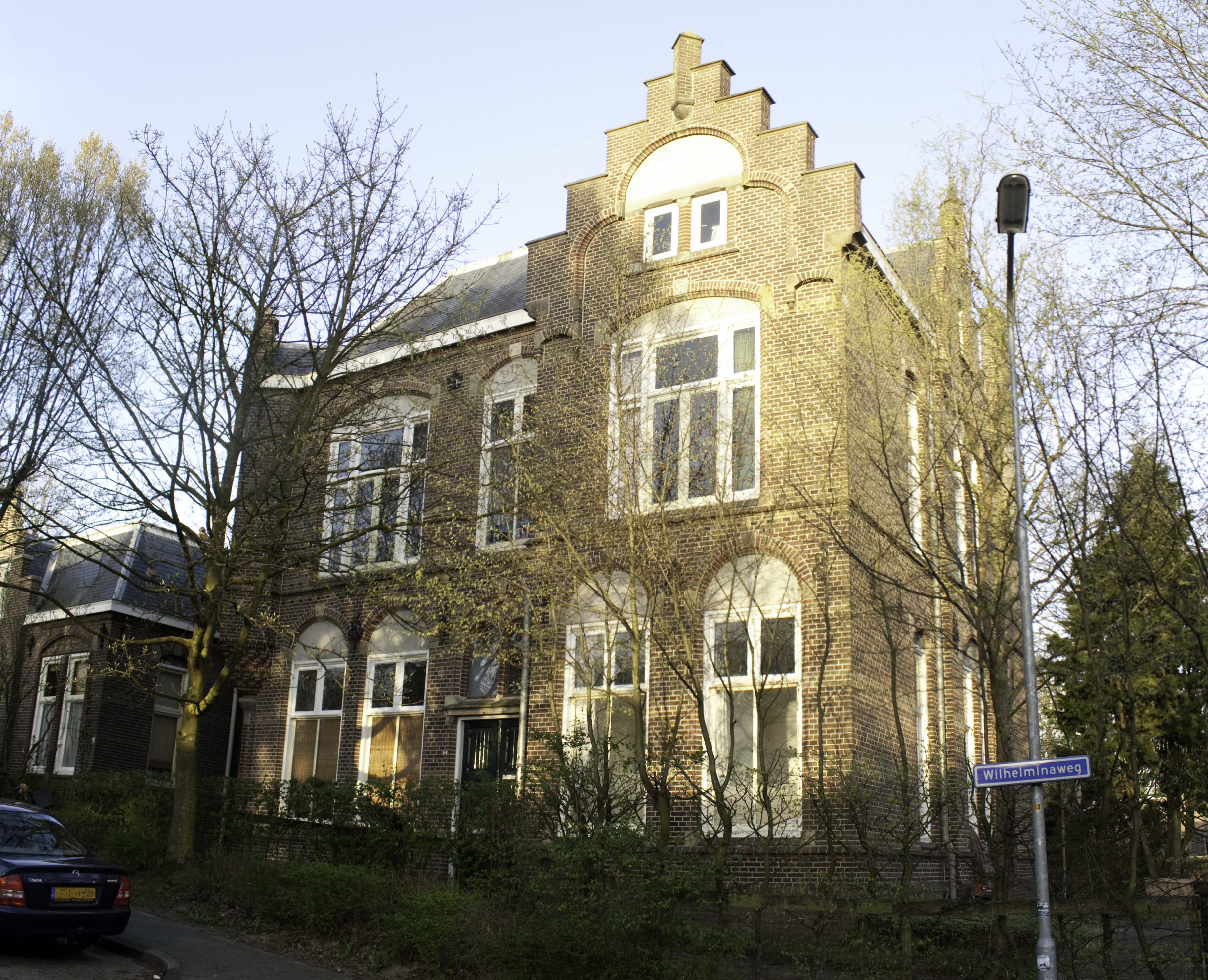
Wilhelminaweg 9, vestigingsplaats van het kantongerecht van 1940 tot 1963.

Het kantongerecht Wageningen was van 1838 tot 2002 een van de kantongerechten in Nederland. Sinds 1890 was het gevestigd in de toenmalige Marktstraat. Aan het begin van de Tweede Wereldoorlog, in mei 1940, werd dat pand door beschietingen vanaf de Grebbeberg echter verwoest. Het kantongerecht verhuisde toen naar de Wilhelminaweg 9. In 1963 werd het kantongerecht in een modern gebouw, ontworpen door J.J. Vegter, aan het Bowlespark gevestigd.
Na de afschaffing van het kantongerecht als zelfstandig gerecht in 2002 bleef Wageningen zittingsplaats van de sector kanton van de rechtbank Arnhem, tot aan de sluiting per 1 april 2013. Het gebouw is nu in handen van een particulier, die het heeft omgebouwd en verhuurd. Op dit moment zijn er 12 appartementen, waarvan 9 zelfstandig. De voormalige rechtszaal is nog onverbouwd.